# 1951-es magyar vívóbajnokság
Az 1951-es magyar vívóbajnokság a negyvenhatodik magyar bajnokság volt. A férfi tőrbajnokságot április 26-án rendezték meg Budapesten, a Dózsa Eötvös utcai vívótermében, a párbajtőrbajnokságot április 28-án Budapesten, a Dózsa Eötvös utcai vívótermében, a kardbajnokságot április 30-án Budapesten, a Vasas Pasaréti úti vívótermében, a női tőrbajnokságot pedig április 27-én Budapesten, a Dózsa Eötvös utcai vívótermében.

## Eredmények
| Versenyszám          | Arany                          | Arany | Ezüst                       | Ezüst | Bronz                             | Bronz |
| -------------------- | ------------------------------ | ----- | --------------------------- | ----- | --------------------------------- | ----- |
| Férfi tőrvívás       | Tilli Endre Bp. Vasas          |       | Sákovics József Bp. Honvéd  |       | Gerevich Aladár Csepeli Vasas     |       |
| Férfi párbajtőrvívás | dr. Rerrich Béla Bp. Lokomotív |       | Nagy Ambrus Bp. DISZ FSE    |       | dr. Berzsenyi Barnabás Bp. Petőfi |       |
| Férfi kardvívás      | Berczelly Tibor Csepeli Vasas  |       | Rajcsányi László Bp. Petőfi |       | Kárpáti Rudolf Bp. Honvéd         |       |
| Női tőrvívás         | Nyári Magda Bp. Petőfi         |       | Horváth Katalin Bp. Dózsa   |       | Elek Ilona Bp. Lokomotív          |       |